# Sierra de Umango
La sierra de Umango es una sierra en la Provincia de La Rioja, Argentina. La sierra se encuentra entre la sierra de la Punilla y la sierra de Famatina, su elevación máxima es 4240 m. En esta formación de gneis y esquisto cristalino, abundan compuestos de selenio y plata (denominado eukairita), selenio y cobre (denominado umangita) y selenio y plomo (clausthalita).
La sierra es famosa por su sistema de surgentes hidrotermales ricas en seleniuro, y le da su denominación a la umangita un mineral de seleniuro.  Sin embargo en sentido estricto no existe seleniuro en la Sierra de Umango, las minas de selenio se encuentran ubicadas en la Sierra de Cacho, una cadena montañosa paralela que se encuentra al oeste de la Sierra de Umango, y separada de la misma por un largo valle con dos planicies salinas. El error parece se debe a un ingeniero en minas, quien aportó los primeros especímenes de la  eukairita, tiemanita y lo que luego se denominaría umangita a Klockmann hacia el año 1890.